# 嚴侑信
嚴侑信或譯嚴宥信、嚴有信（1951年3月10日—），韩国女演员。她於1970年出道，當時她是一名劇場藝術演員。1971年通過TBC的藝人選拔，成為第10期生，此後便開始出演多部電視劇。

## 作品

### 電視劇
- 1973年：MBC《新媽媽》飾演 信愛
- 1974年：MBC《福女》飾演 朴敬嬪娘娘
- 1975年：MBC《搜查班長》[4]
- 1976年：MBC《夫婦萬歲》（부부만세）飾演 具鳳書[5]
- 1976年：MBC《雙薪夫婦》（맞벌이 부부）飾演 具鳳書[6]
- 1977年：MBC《你》[7]
- 1977年：MBC《後悔了》飾演 康佑的妻子
- 1978年：MBC《虎石谷的秘密》
- 1978年：MBC《小媳婦》
- 1979年：MBC《安國洞小姐》飾演 淑儀文氏
- 1981年：MBC《金曜社會電視劇》（금요사회드라마）[8]
- 1981年：MBC《夜想曲》
- 1981年：MBC《張禧嬪》飾演 趙師錫的妻子
- 1982年：MBC《巨商實錄－公州甲富金甲淳》
- 1982年：MBC《誕生》（탄생）[9]
- 1983年：MBC《野望的25小時》
- 1984年：MBC《浪花》飾演
- 1985年：MBC《當然是這樣，就是那樣》飾演
- 1985年：MBC《朝鮮王朝五百年－壬辰倭亂》飾演 懿仁王后朴氏
- 1986年：MBC《虎狼老師》飾演 家長
- 1986年：MBC《田園日記》飾演 金英玉／金英淑
- 1987年：MBC《暢銷劇場－流淌的鼓》（흐르는 북）
- 1987年：MBC《暢銷劇場－書桌與豬》（책상과 돼지）
- 1989年：MBC《蝴蝶呀去青山吧》飾演 吉子
- 1989年：KBS 1TV《我們這一洞》（우리동네）[10]
- 1989年：MBC《愛使雲下雨》
- 1989年：KBS 2TV《無盡的愛》
- 1990年：KBS 1TV《王朝的歲月》
- 1990年：KBS 2TV《冬季旅人》飾演 崔末淑
- 1990年：MBC《朝鮮王朝五百年－大院君》飾演 府大夫人閔氏
- 1991年：MBC《幸福語辭典》飾演 禹部長的妻子
- 1991年：MBC《喜鵲兒媳》飾演 都女士[11]
- 1991年：MBC《最佳劇場－牛黃清心丸》飾演 大媳婦
- 1991年：MBC《最佳劇場－在門外》（문 밖에서）
- 1992年：KBS 2TV《荊棘樹之花》
- 1992年：MBC《一屋三家族》飾演 尹女士的妹妹
- 1993年：MBC《第3共和國》飾演 申英順
- 1994年：MBC《最後的勝負》飾演 李東敏的母親
- 1994年：SBS《喜歡怎麼辦》飾演 鏡珍
- 1995年：SBS《張禧嬪》飾演 郡夫人申氏
- 1995年：MBC《請記住愛》飾演 允淑
- 1996年：KBS 1TV《龍之淚》飾演 鄭道傳的妻子崔氏
- 1997年：MBC《星星在我心》飾演 呂靜姬
- 1997年：KBS 1TV《草原之光》飾演 秀珍的母親
- 1998年：KBS 1TV《你與我的歌》飾演 恩星
- 1998年：MBC《赤腳跑吧》
- 1999年：MBC《醫道》飾演 醫女德今
- 2001年：KBS 1TV《明成皇后》飾演 興寅君的妻子郡夫人閔氏
- 2002年：SBS《張禧嬪》飾演 郡夫人申氏
- 2003年：MBC《大長今》飾演 貞顯王后
- 2003年：MBC《聖女與魔女》飾演 夏蘭的母親
- 2005年：MBC《辛旽》飾演 明德太后洪氏
- 2005年：KBS 2TV《不要擔心》飾演 崔英慈
- 2008年：SBS《小媳婦與少奶奶》飾演 吳英實
- 2008年：KBS 1TV《山後的南村》飾演 青陽嬸
- 2011年：JTBC《女人兩次化妝時》飾演
- 2013年：JTBC《宮中殘酷史－花的戰爭》飾演 大殿尚宮金氏
- 2014年：KBS 2TV《布穀鳥巢》飾演 洪今玉
- 2015年：KBS 1TV《守護家族》飾演 南政淑

### 電影
- 1973年：《快樂我的家》（즐거운 나의 집）飾演 喜若
- 1975年：《俠客金斗漢》飾演 向心
- 1977年：《草墳》飾演 梨花
- 1978年：《英雅的告白》
- 1979年：《0女》
- 1979年：《前輩》（선배）
- 1982年：《晚秋》
- 1982年：《望鄉》（망향）
- 1985年：《毛蛤上岸》
- 1986年：《敞開心胸》
- 1987年：《桃花》
- 1988年：《七朔童的雪中梅》
- 1990年：《有時仰望天空》飾演 太浩的母親
- 1992年：《天國的階梯》飾演 葛蕾絲·趙

## 外部連結
- 嚴侑信在韩国电影数据库（KMDb）上的資料（韓語）